# 鲁迅文学院

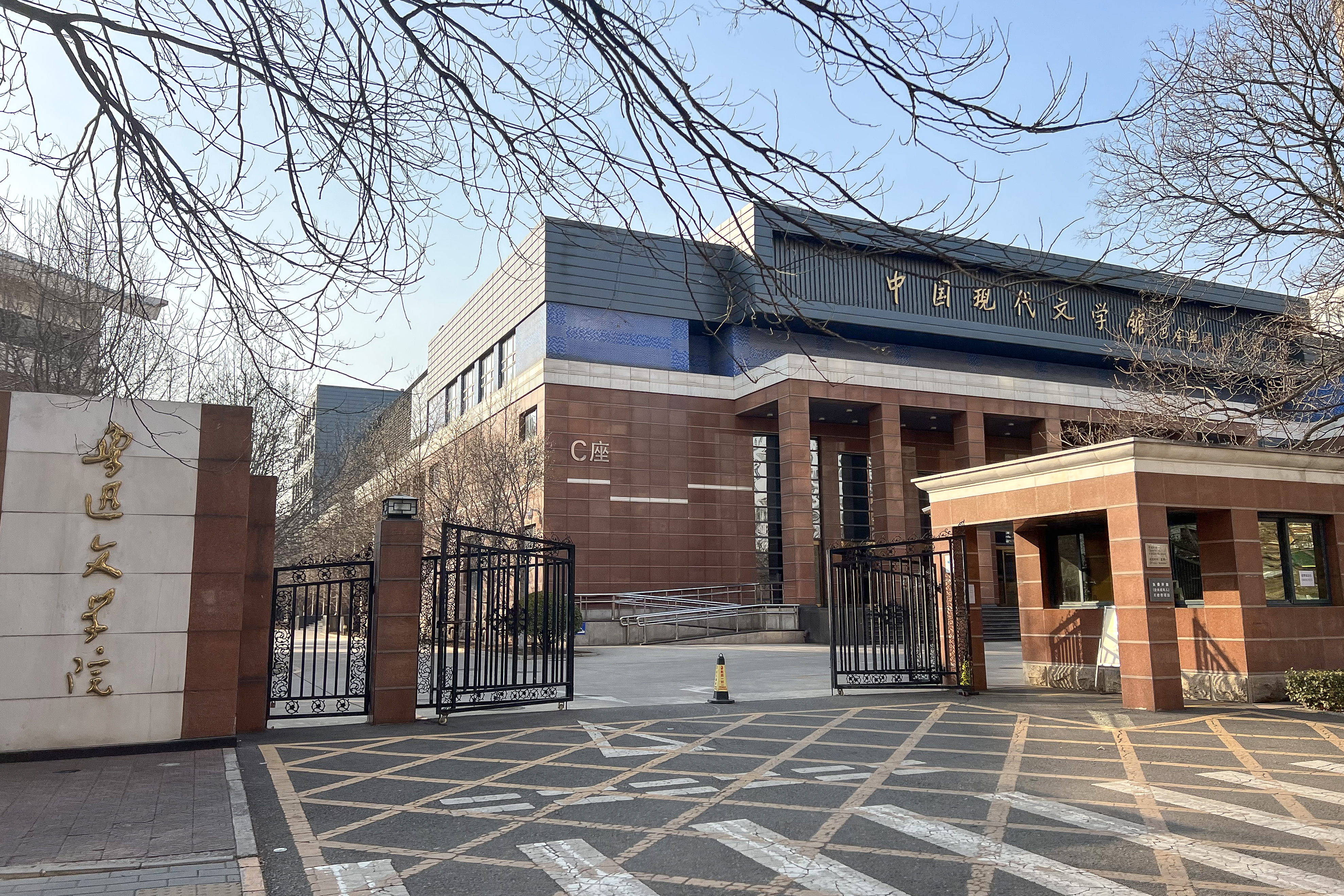
位于中国现代文学馆的鲁迅文学院芍药居校区

鲁迅文学院，位于北京市朝阳区文学馆路45号（芍药居校区）、北京市朝阳区八里庄南里27号（八里庄校区），是中国作家协会直属单位，是中华人民共和国唯一一所国家级的以联系作家、服务作家、团结作家、培养作家为宗旨的教学与研究机构。

## 历史
1949年中华人民共和国成立后不久，丁玲等从延安来的革命作家即向中央人民政府呈报了《创办文学院建议书》，提出：“按文学艺术各部门来说，文学是一种基础艺术，但我们有戏剧、音乐、美术各学院，恰恰缺少文学院，所以有创办文学院之必要。”1950年，中央人民政府文化部批文同意成立中央文学研究所。丁玲任所长，张天翼任副所长。经半年多筹备，1950年10月，中央文学研究所在北京市鼓楼东大街103号的四合院内宣布成立。出席成立大会的有郭沫若、茅盾、周扬、沙可夫、李伯钊、李广田等，郭沫若称这是个伟大事件，“在中国历史是第一次”。
1950年代，郭沫若、胡乔木、周扬、茅盾、郑振铎、老舍、曹禺、叶圣陶、吴组缃、艾青、何其芳、张天翼、田间等诗人、作家、理论家、教育家、戏剧家在中央文学研究所授课。中央文学研究所培养出一批优秀作家，包括马烽、西戎、胡正、陈登科、唐达成、邓友梅、玛拉沁夫、张志民、苗得雨，《小兵张嘎》作者徐光耀，《红色娘子军》作者梁信等人。作家梁斌在此边工作边创作，写成了《红旗谱》。
1953年，中央文学研究所更名中国作家协会文学讲习所，归属中国作家协会。1958年，因“丁玲、陈企霞”问题，讲习所停办。
中共十一届三中全会后，文学讲习所开始恢复。但因无固定校舍，只能到处租房办学。1984年，文学讲习所更名鲁迅文学院，在北京市朝阳区八里庄南里27号建立校舍。在新时期的20年中，鲁迅文学院培养出一批青年作家，如蒋子龙、叶文玲、叶辛、陈国凯、王安忆、张抗抗、高洪波、竹林、邓刚、赵本夫、朱苏进、乔良、刘毅然、刘兆林、莫言、毕淑敏、余华、刘震云、周大新、迟子建、陆天明、张平、周梅森、何申、范小青、秦文君、叶广苓、王旭峰等。2001年评选的四部茅盾文学奖作品中，获奖作者王安忆、张平、王旭峰都曾是鲁迅文学院学员。
2001年，在中共中央宣传部支持下，鲁迅文学院校舍重新改建，添置了教学设施。
2002年9月至2003年1月，鲁迅文学院举办首届中青年作家高级研讨班，主要作家有关仁山、马丽华、徐坤、谈歌、柳建伟、孙惠芬、巴音博罗、竹雄伟、凌可新、张梅、红柯、陈继明、衣向东、金瓯、戴来等。
2003年，鲁迅文学院举办第二届高级研讨班（主编班）。
2004年3月至2004年7月，鲁迅文学院举办第三届高级研讨班（中青年作家班），主要作家有邱华栋、张旻、程青、刘亮程、祝勇、赵光鸿、潘小平、徐剑、鲍玉学、胡学文等。
2004年9月9日至2005年1月，鲁迅文学院举办第四届高级研讨班（少数民族中青年作家班），集中了全国24个民族的青年作家。

## 历任领导
中央文学研究所
| 所长 - 丁玲（1950年－1953年） 副所长 - 张天翼（1950年－1953年） | 秘书长 - 田间（1950年－1953年） 副秘书长 - 康濯（1950年－1953年） - 马烽（1950年－1953年） |

中国作家协会文学讲习所（1953年－1957年）
| 所长 - 田间（1953年－1956年） - 吴伯箫（1953年－1956年） 所负责人 - 公木（1953年－1957年） | 副所长 - 邢野（1953年－1954年） - 田家（1953年－1954年） - 萧殷（1953年－1953年） 讲习所班主任 - 徐刚（1956年－1957年） |

中国作家协会文学讲习所（1980年－1984年）
| 筹备组组长 - 徐刚（1980年－1982年） 所长 - 延泽民（1982年－1984年，中国作协书记处书记兼） - 李清泉（1982年－1985年） | 筹备组成员 - 古鉴兹（1980年－1988年） 副所长 - 徐刚（1982年－1985年） |

鲁迅文学院
| 院长 - 唐因（1985年－1990年） - 贺敬之（1991年－2004年） - 张健（2004年－2013年，中国作协党组副书记兼） - 钱小芊（2013年5月－2014年12月，中国作协党组副书记兼；2014年12月－2015年3月，中国作协党组书记兼） - 吉狄马加（2015年3月－，中国作协副主席兼） 教务长 - 周艾若（1985年－1990年） | 第一副院长 - 杨子敏（1994年－1995年，中国作协书记处书记兼） 常务副院长 - 雷抒雁（1995年－2004年） - 胡平（2004年－2008年） - 白描（2008年－2012年） - 成曾樾（2012年11月－2014年10月） - 李一鸣（2014年10月－） 副院长 - 古鉴兹（1991年－1994年） - 李一信（1991年－1995年） - 孙武臣（1995年－1999年） - 胡平（1999年－2005年） - 白描（1999年－2008年） - 王彬（2004年－2009年） - 成曾樾（2009年－2012年） - 施战军（2009年－2012年） - 李一鸣（2012年11月－2014年10月） - 王璇（2013年12月－） - 邱华栋（2015年3月－） |